# Tenaza cortadora de mosaico
La tenaza cortadora de mosaico o pinza cortadora de mosaico es una herramienta en forma de tijeras o pinzas   que se utiliza para cortar o quitar pequeñas cantidades de un material duro, como los son los trozos de una cerámica, los cuales posteriormente se ajustarán alrededor de una forma irregular para la realización de mosaicos o trencadís.

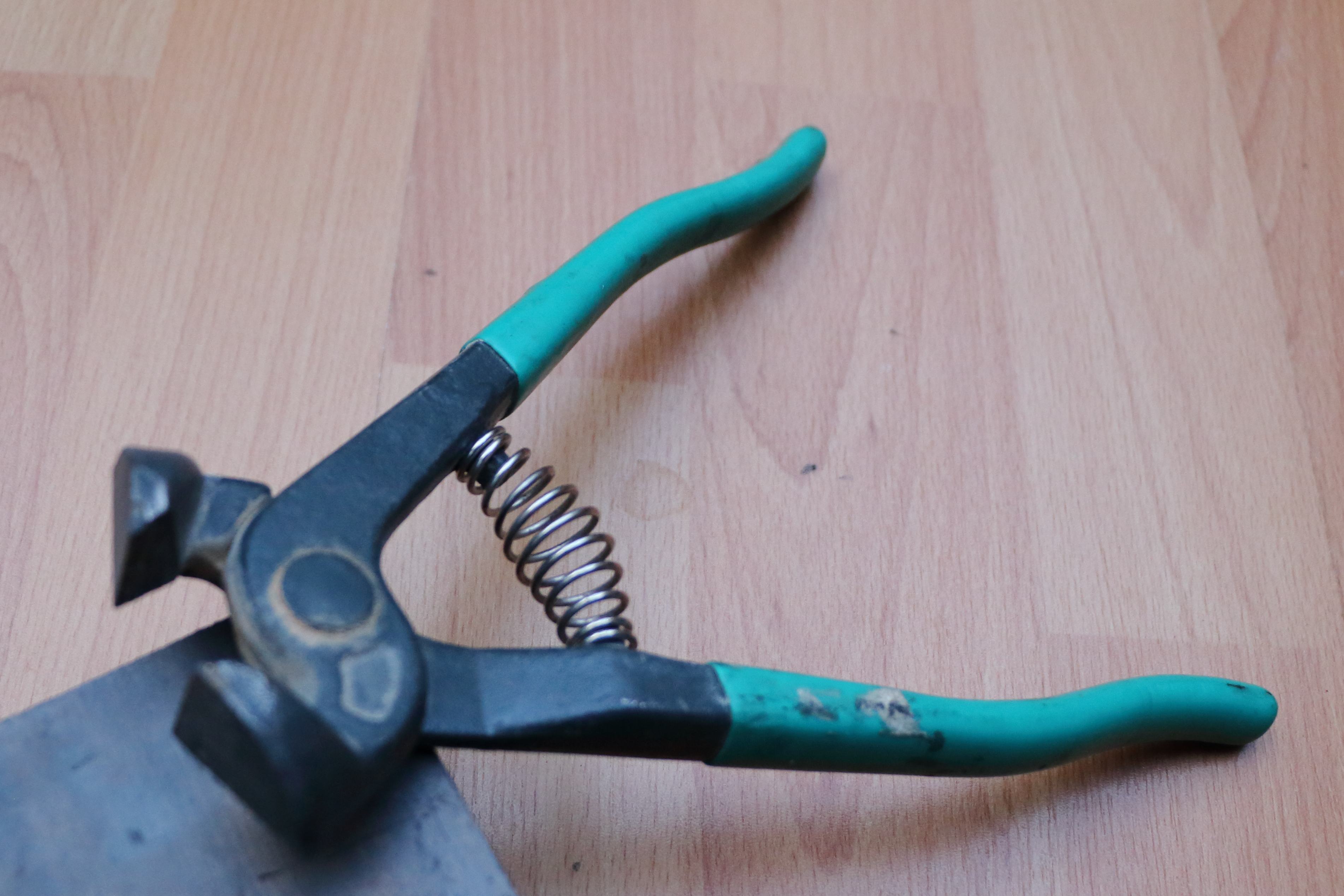
Tenaza cortadora de mosaico forjadas con fundas de mango de plástico suave.

Para las cerámicas o mosaicos en los que se requieren un corte recto se prefiere utilizar los cortadores de cerámicas o mosaico. Se trata de un pequeño dispositivo mecánico donde se coloca, alinea y sujeta la losa sobre una plataforma; ligeramente "marcado" con una rueda de corte y partido en dos con un cortador con mango (hoja similar a un cortador de papel en apariencia).
Para trabajos más grandes se utiliza una sierra eléctrica para mosaicos o una sierra húmeda ; Esta sierra es similar a una sierra ingletadora pequeña, excepto que se distribuye agua sobre la hoja de la sierra para disminuir los efectos del calor y la fricción.
Una pinza para rieles se utiliza en el modelado de transporte ferroviario para cortar vías férreas .